# Massacre de Vukovar
O massacre de Vukovar, também designado por massacre do Hospital de Vukovar ou the massacre de Ovčara, consistiu na morte de prisioneiros de guerra croatas e civis pelas forças paramilitares sérvias e pelo Exército Popular Jugoslavo (EPJ) na quinta de Ovčara, a sudeste de Vukovar em 20 de Novembro de 1991, durante a Guerra de Independência da Croácia. O massacre ocorreu pouco depois da captura de Vukovar pelas forças do EPJ, Defesa Territorial Jugoslava (DTJ) e paramilitares da vizinha sérvia. Foi o maior massacre da guerra, e o pior crime de guerra na Europa desde a Segunda Guerra Mundial.
Nos últimos dias da batalha, a evacuação do hospital de Vukovar foi negociada entre as autoridades croatas, o EPJ e a  Missão de Monitorização da Comunidade Europeia em cooperação com o Comitê Internacional da Cruz Vermelha (CICV). O EPJ recusou o acesso da CICV ao hospital apesar do acordo, e retirou cerca de 300 pessoas do seu interior. Este grupo, maioritariamente composto por croatas, mas também por sérvios, húngaros, muçulmanos e dois elementos estrangeiros suspeitos de combater ao lado da Guarda Nacional Croata, foi de início transportado para os quartéis do EPJ em Vukovar. Alguns dos integrantes no grupo foram identificados como funcionários do hospital e retirados para regressarem ao hospital, enquanto os restantes elementos do grupo foram transportados para uma quinta em Ovčara, a sul de Vukovar. Ali, os prisioneiros foram espancados por várias horas antes de o EPJ retirar as suas tropas do local, deixando os prisioneiros sob controlo dos servo-croatas e das forças paramilitares sérvias. Os prisioneiros foram então levados para um local previamente preparado, abatidos em grupos de dez ou vinte e, em seguida, enterrados em valas comuns.
As valas comuns foram descobertas em Outubro de 1992, e passaram a ser guardadas pela Força de Proteção das Nações Unidas as quais tinham sido mobilizadas para a região no início daquele ano. Em 1996, 200 conjuntos de restos mortais foram exumados da valas pelos investigadores do Tribunal Penal Internacional para a antiga Jugoslávia (TPIAJ). A Croácia acredita que outros 61 terão sido enterrados em outras valas no local, enquanto o TPIAJ acham que existem cerca de 60 vítimas desaparecidas. O TPIAJ condenou dois oficiais do EPJ ligados ao massacre, e julgaram o ex-Presidente sérvio Slobodan Milošević por vários crimes de guerra, incluindo o de Vukovar. Milošević morreu na prisão antes do fim do julgamento. Os julgamentos do TPIAJ do líder político servo-croata Goran Hadžić e do líder do Partido Radical Sérvio Vojislav Šešelj por vários crimes de guerra, incluindo o do masscre em Vukovar, continuam a decorrer. Vários membros da Defesa Territorial Servo-Croata e várias unidades paramilitares sérvias, foram julgadas pelas autoridades sérvias, e condenados pelo seu envolvimento no massacre. Em Fevereiro de 2015, o Tribunal Internacional de Justiça concluiu que o massacre não constituiu um genocídio.
O local das valas comuns está marcado por um monumento, e o edifício localizado na quinta em Ovčara utilizado para manter os prisioneiros antes da sua execução, foi reconstruído para servir de memorial em 2006. A partir de então, o centro já foi visitado por meio milhão de turistas.